# Lily Newmark
Lily Inge Newmark (Londres, 24 de mayo de 1994) es una actriz y exmodelo británica. Es conocida por sus papeles en la película Pin Cushion (2017), la serie de Netflix Sex Education (2019-2020), Cursed (2020) y la serie de Sky One Temple (2019).

## Biografía
Newmark nació el 24 de mayo de 1994 en Camberwell, un distrito del sur de Londres (Reino Unido), que forma parte del municipio londinense de Southwark, es uno de los cinco hijos del exparlamentario conservador Brooks Newmark y la artista Lucy Keegan. Su tía materna es la actriz Rose Keegan.
Asistió a la escuela en Sydenham hasta los 12 años cuando su familia se mudó al centro de Londres y pasó a a estudiar en la Francis Holland Schoo en Sloane SĆquare. posteriormente declaró que «prefería» el sur de Londres y encontró que Chelsea era demasiado como una burbuja. Luego se graduó con una licenciatura en Actuación y Teatro Contemporáneo en el East 15 Acting School en 2016.
Comenzó su carrera como actriz apareciendo en películas independientes de aficionados y en videos musicales para artistas, incluidos DISCIPLΞS, Rejjie Snow y Real Lies. Fue descubierta por First Model Management y trabajó profesionalmente como modelo durante varios años. Como modelo, su trabajo incluyó campañas para Zandra Rhodes y Chanel; además salió en varias publicaciones especializadas comoː Vice Magazine y Wonderland Magazine
En 2017, durante su último año en la escuela de arte dramático, Newmark interpretó un pequeño papel recurrente en la serie de televisión de NBC Emerald City. Luego fue elegida para el papel principal de Iona en la película independiente británica Pin Cushion, por la que fue nominada en la categoría de Revelación más prometedora en los British Independent Film Awards. En los siguientes años continuó interpretando papeles secundarios en varias producciones de cine y televisión, incluidas Juliet, Naked (2018), Solo: A Star Wars Story (2018), Les Misérables (2019), Born a King (2019), Balance, Not Symmetry (2019), Sex Education (2019-2020), Cursed (2020), Misbehaviour (2020) y Temple (2019).

## Vida personal
Newmark vive en el área de Victoria, una zona del centro de Londres en la ciudad de Westminster.

## Filmografía

### Cine
| Año  | Título                  | Papel  | Notas | Ref.   |
| ---- | ----------------------- | ------ | ----- | ------ |
| 2014 | Return of the Ghost     | Skye   |       |        |
| 2017 | Pin Cushion             | Iona   |       | [ 18 ] |
| 2018 | Juliet, Naked           | Carly  |       |        |
| 2018 | Solo: A Star Wars Story | Lexi   |       |        |
| 2018 | Dagenham                | Robyn  |       |        |
| 2018 | Welcome to Mercy        | August |       |        |
| 2019 | Born a King             | Sarah  |       |        |
| 2019 | How to Fake a War       | Peggy  |       |        |
| 2019 | Balance, Not Symmetry   | Stacey |       |        |
| 2020 | Misbehaviour            | Jane   |       |        |
| 2021 | A Brixton Tale          | Leah   |       |        |

### Televisión
| Año       | Título                          | Papel          | Notas                                                | Ref.   |
| --------- | ------------------------------- | -------------- | ---------------------------------------------------- | ------ |
| 2017      | Emerald City                    | Ryenne         | Papel recurrente; 4 episodios                        | [ 17 ] |
| 2019      | Les Misérables                  | Sophie         | 1 episodio                                           |        |
| 2019–2021 | Temple                          | Eve Milton     | Papel principal; 13 episodios                        |        |
| 2019–2020 | Sex Education                   | Ruthie         | 3 episodios                                          |        |
| 2020      | Cursed                          | Pym            | Papel principal; 9 episodios                         | [ 22 ] |
| 2021      | Dalgliesh                       | Morag Smith    | 2 episodios: «Shroud for a Nightingale, parte 1 y 2» |        |
| 2023      | Lockwood & Co                   | Norrie White   | Episodio: «Nosotras seremos así»                     |        |
| 2023      | You & Me                        | Joey           | Episodios: «Who's Emma?» y «How Does the Story End?» |        |
| 2024      | El problema de los tres cuerpos | Nora           | Episodio «Wallfacer»                                 |        |
| 2024      | Un caballero en Moscú           | Helena Rostova | Miniserie: 5 episodios                               | [ 23 ] |
| 2025      | Alien: Earth                    | Nibs           | Miniserie: 3 episodios                               | [ 24 ] |

### Vídeos musicales
| Año  | Canción          | Artista       | Ref.   |
| ---- | ---------------- | ------------- | ------ |
| 2016 | One Club Town    | Real Lies     | [ 25 ] |
| 2016 | Beach Baby 'U R' | Eoin Glaister | [ 26 ] |
| 2015 | Blakkst Skn      | Rejjie Snow   | [ 27 ] |